# Jean Béhier
Pour les articles homonymes, voir Béhier.
Jean Béhier (Paris 5e, 2 mars 1903 - Tsaratanana, Madagascar, 11 mai 1965) est un minéralogiste français de formation autodidacte qui a rassemblé une collection de plus de 5000 pièces divisée en trois parties : les minéraux français, les minéraux européens et les minéraux malgaches. Cette collection fut constituée grâce à ses nombreuses prospections sur le terrain et à de nombreux échanges réalisés de 1925 à 1965.

## Biographie
Jean Béhier fut un membre de la Société française de minéralogie dès 1931, il devint prospecteur et enseignant pour le CEA (Commissariat à l'Énergie Atomique) après la Seconde Guerre mondiale, peu de temps après sa création le 18 octobre 1945.
En 1946 il est affecté au CEA malgache puis au Service géologique à Madagascar en 1953. Il fut d'une grande aide dans le développement de l'industrie minière de Madagascar. Il y décrivit de nombreuses espèces minérales et il publia de très nombreux articles et ouvrages de 1949 à 1962. Ensuite, il réorganisa et agrandit la collection du Service Géologique de Madagascar. En 1951 il fit un long séjour en métropole, où il reprit ses travaux de recherches sur le terrain. Il repartit pour Madagascar en 1952 où il reprit son travail initial. En août et septembre 1956 il est affecté à la réorganisation du musée de minéralogie de Maputo (Lourenço Marques à l'époque) au Mozambique. Béhier, en collaboration avec les laboratoires d'analyse de Madagascar, de France et de Washington, décrivit environ 70 nouvelles espèces minérales de Madagascar, dont l'hibonite. Jusqu'à sa mort en 1965, il a également travaillé à l'organisation et à l'amélioration du Musée National de Géologie et du Laboratoire de Minéralogie du Service Géologique. Il était responsable de la mise en place de la liste des espèces minérales interdites à l'exportation, énumérés dans la Loi Minière. Cette liste a été officiellement établi pour protéger les minéraux rares de Madagascar, mais en réalité Béhier a sans doute fait cela pour qu'il soit ainsi la seule personne légalement autorisée à exporter des minéraux pour les musées et les collectionneurs de minéraux en dehors de Madagascar. 
Ses travaux furent couronnés par la découverte de deux nouvelles espèces minérales, l'hibonite et la béhierite. La béhierite, nouvelle espèce minérale qu'il découvrit et décrivit à Madagascar, a été nommé en son honneur en 1961. Une grande partie de sa collection a été acquise en 2001 par divers collectionneurs.
Le 11 mai 1965 alors qu'il s'apprêtait à rentrer en France, il trouva la mort dans un accident d'avion dans le nord-est de Madagascar. 

## Publications
Jean Béhier écrivit un grand nombre d'ouvrages importants sur la minéralogie de Madagascar, dont :
- Contribution à la minéralogie de Madagascar, deuxième partie, Service Géologique de Madagascar (1958),
- Contribution à la minéralogie de Madagascar (1960),
- Étude des minéralisations des plages de Madagascar (1954),
- Minerais de provincia de Moçambique (1957),
- Carte mineralogique de Madagascar (1963).